# 太宰府站
太宰府站（日语：〔〕／ Dazaifu eki */?）是位於福岡縣太宰府市宰府二丁目，西日本鐵道（西鐵）的太宰府線車站。車站編號為D02。此站最接近太宰府天滿宮。
路線前身是太宰府馬車鐵道，為西鐵最古老車站。

## 歷史
- 1902年（明治35年）5月1日 - 太宰府馬車鐵道車站啟用。當時鐵路是一條軌距914毫米的馬車鐵路。
- 1907年（明治40年）7月17日 - 公司名太宰府馬車鐵道改為太宰府軌道。
- 1913年（大正2年）1月20日 - 動力由馬力改為蒸氣。
- 1927年（昭和2年）9月24日 - 太宰府至二日市（現時：西鐵二日市）之間軌距改用1435毫米，同時電氣化。
- 1934年（昭和9年）8月23日 - 九州鐵道（日语：九州鉄道 (2代)）（與國有化九州鐵道不是同一家公司）與太宰府軌道合併，路線名為太宰府線。
- 1942年（昭和17年）9月19日 - 九州鐵道與九州電氣軌道（日语：九州電気軌道）合併，成為西日本鐵道車站。
- 1952年（昭和27年） - 車站翻新。
- 1965年（昭和40年）12月 - 增設月台[1]。
- 1991年（平成3年） - 現時的車站大樓啟用。
- 2008年（平成20年）5月18日 - 此站開始可以使用IC卡nimoca。
- 2017年（平成29年）2月1日 - 此站引入車站編號[2]。
- 2019年（平成30年）1月1日 - 大宰府天滿宮圖案更新。

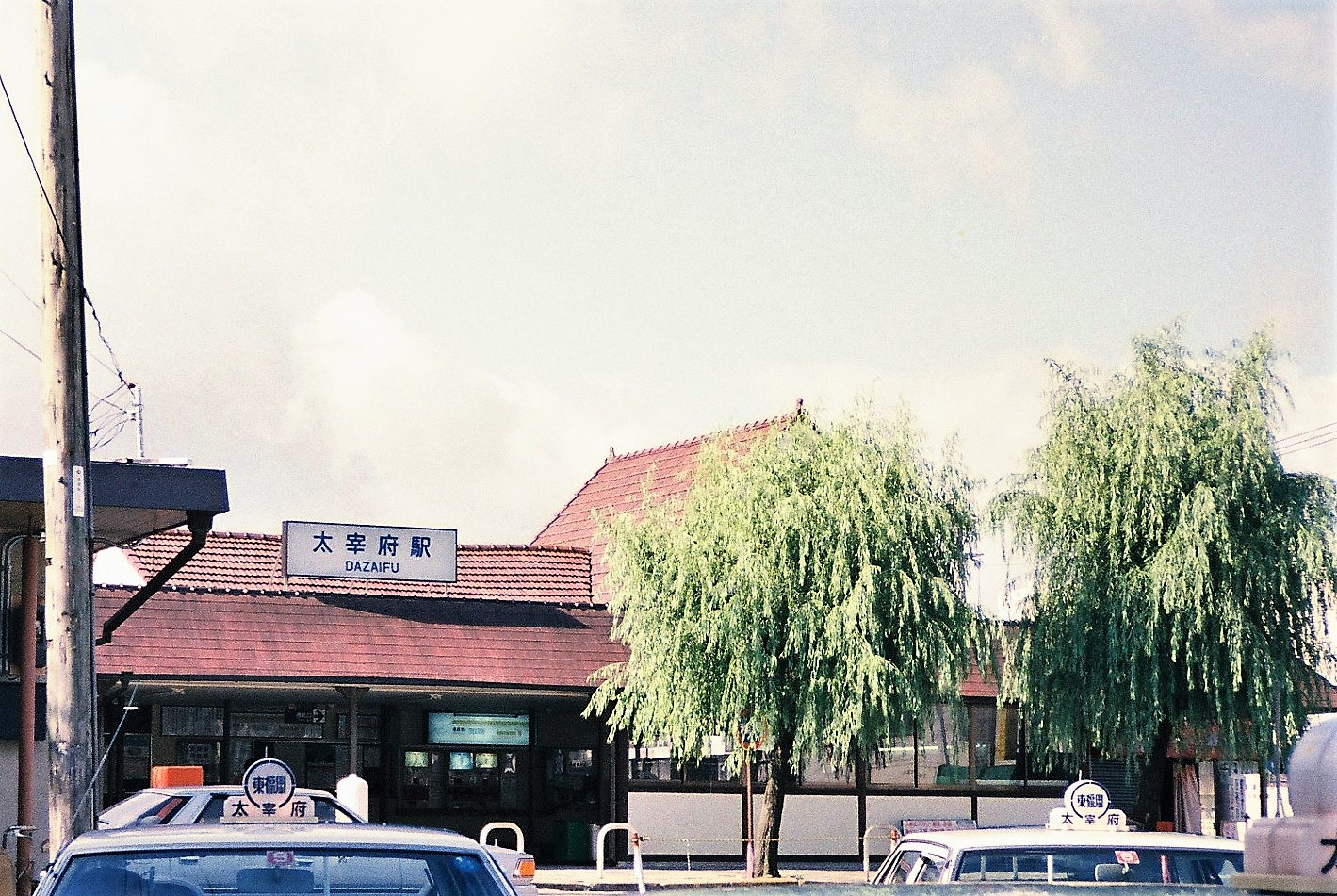
舊站車站大樓 （1987年8月28日）
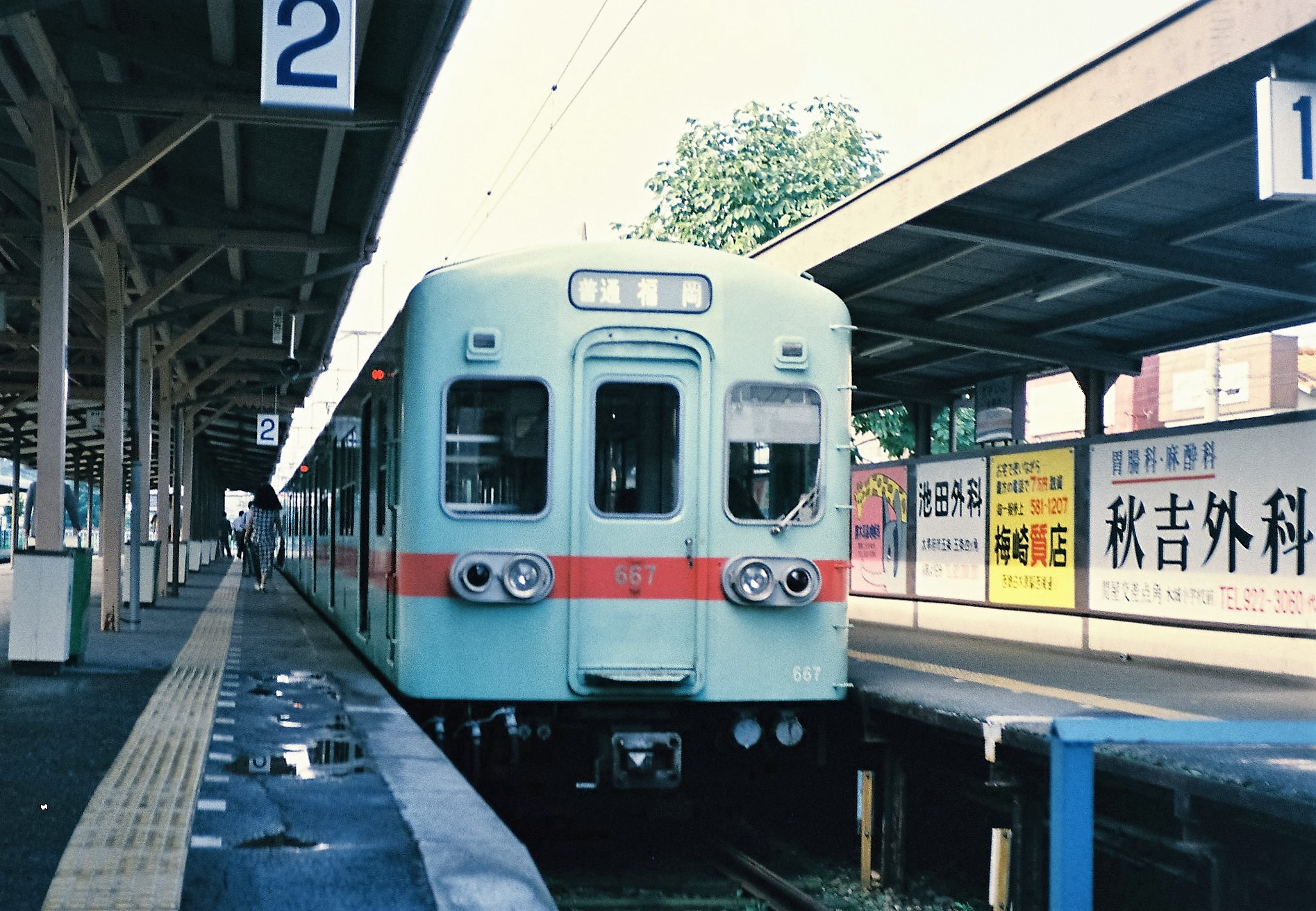
舊月台 （1987年8月28日）

## 車站構造
車站是一座地面車站，設有3面2線的港灣式月台。中間的月台只可乘車，兩側月台只可下車。根據《「古都太宰府」之展開》（太宰府市史），在1965年12月增設月台。
月台頭端設有與太宰府天滿宮作為模樣的車站大樓。月台與車站出入口之間沒有梯級差（4號月台部分設有樓梯）。閘口與站前廣場位於車站北邊，東邊設有車站出閘專用閘口。若需要人手閘口，需要使用北邊的閘口。

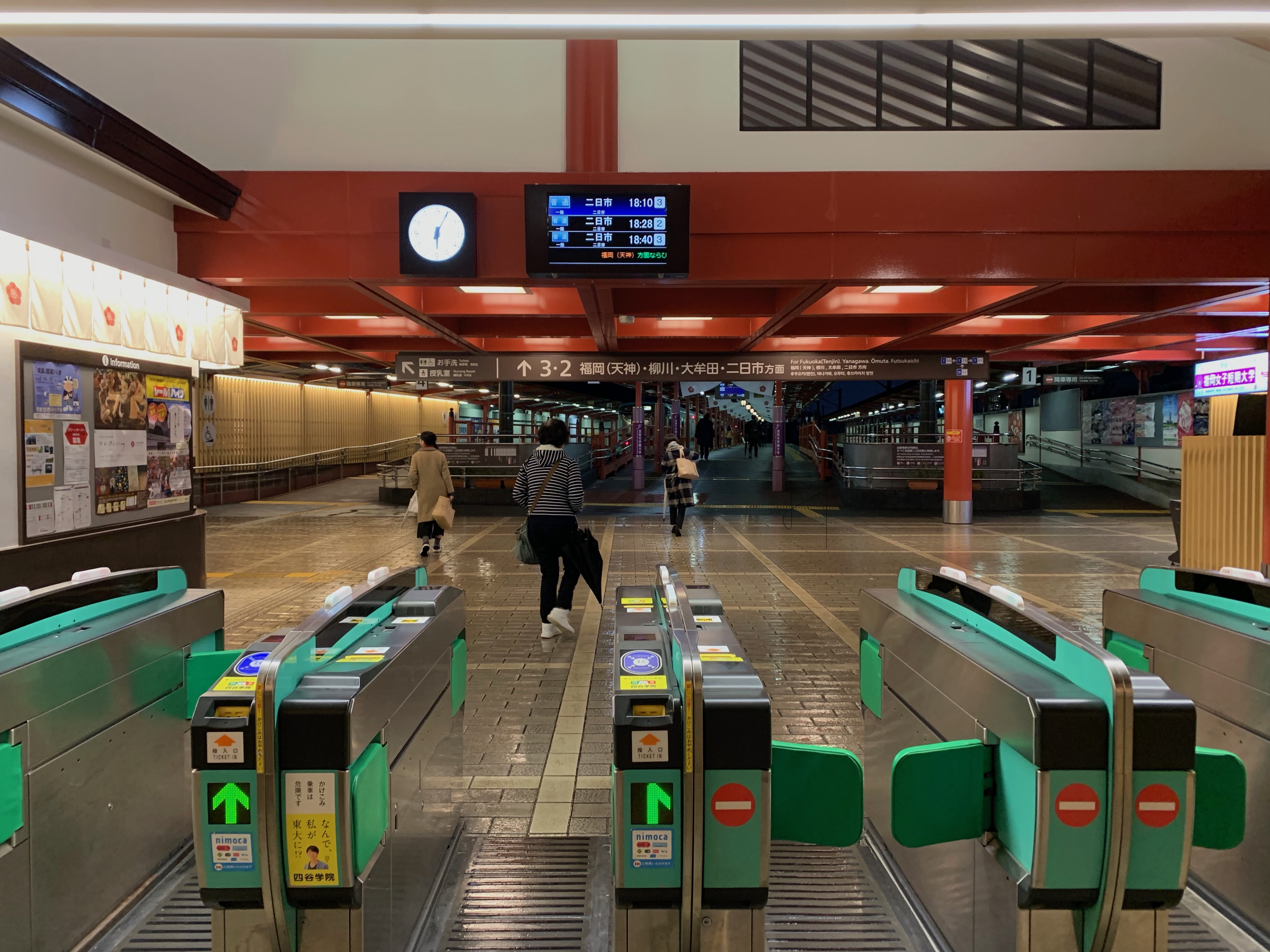
閘口和港灣式月台（2019年）
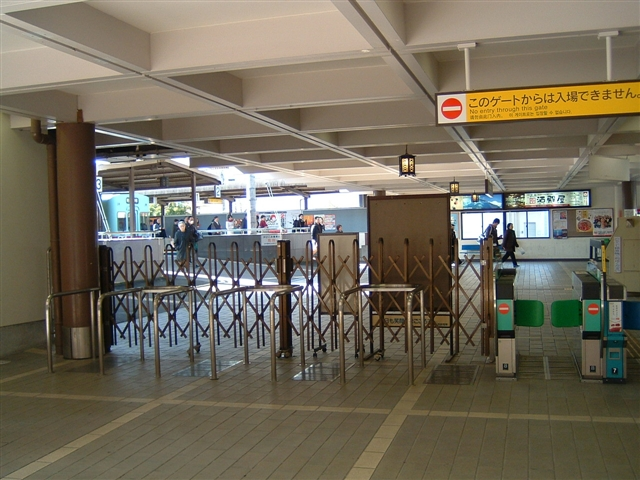
出閘專用閘口（2007年1月25日）
下車專用月台、4號月台
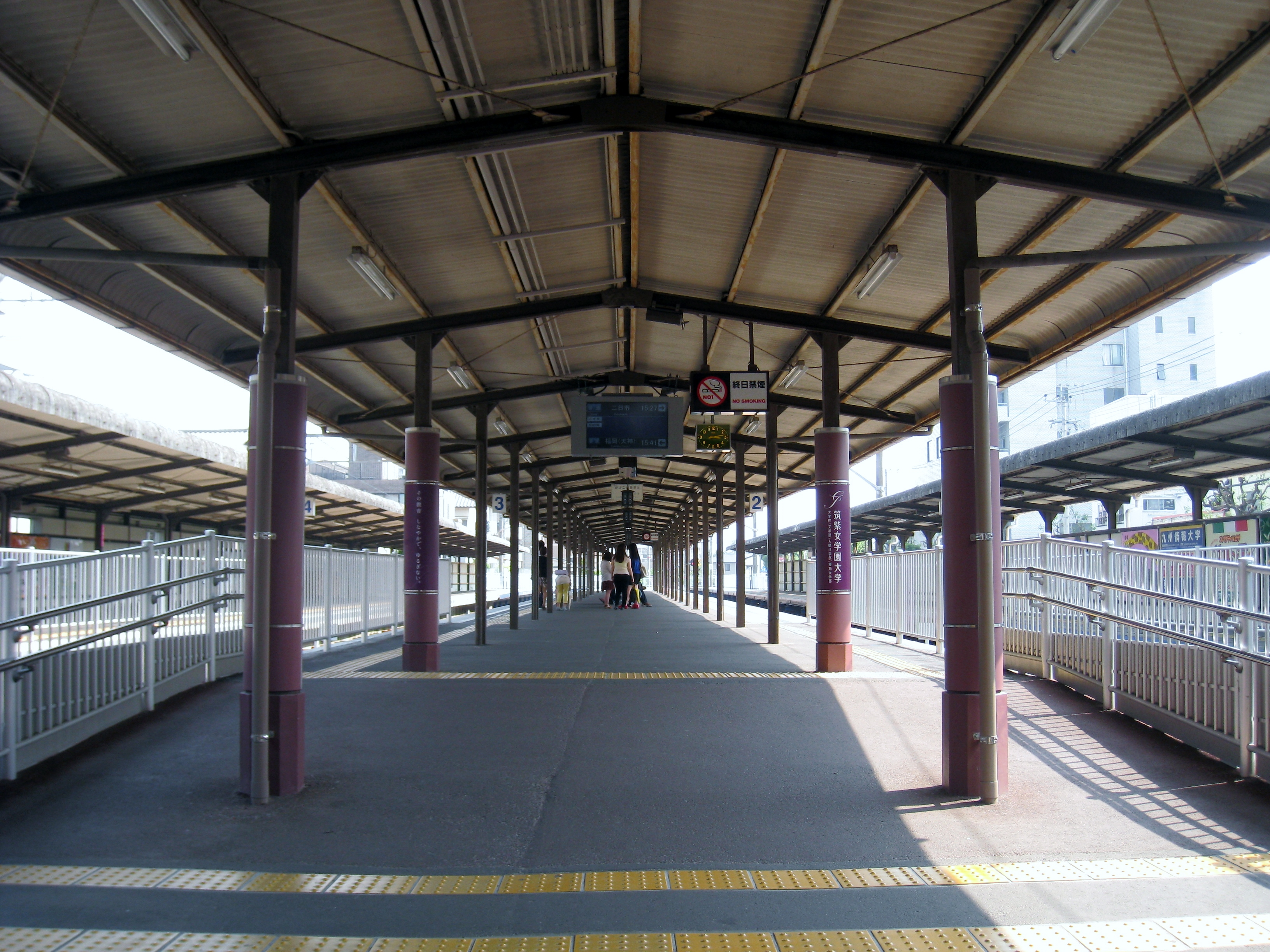
乘車月台，2,3號月台
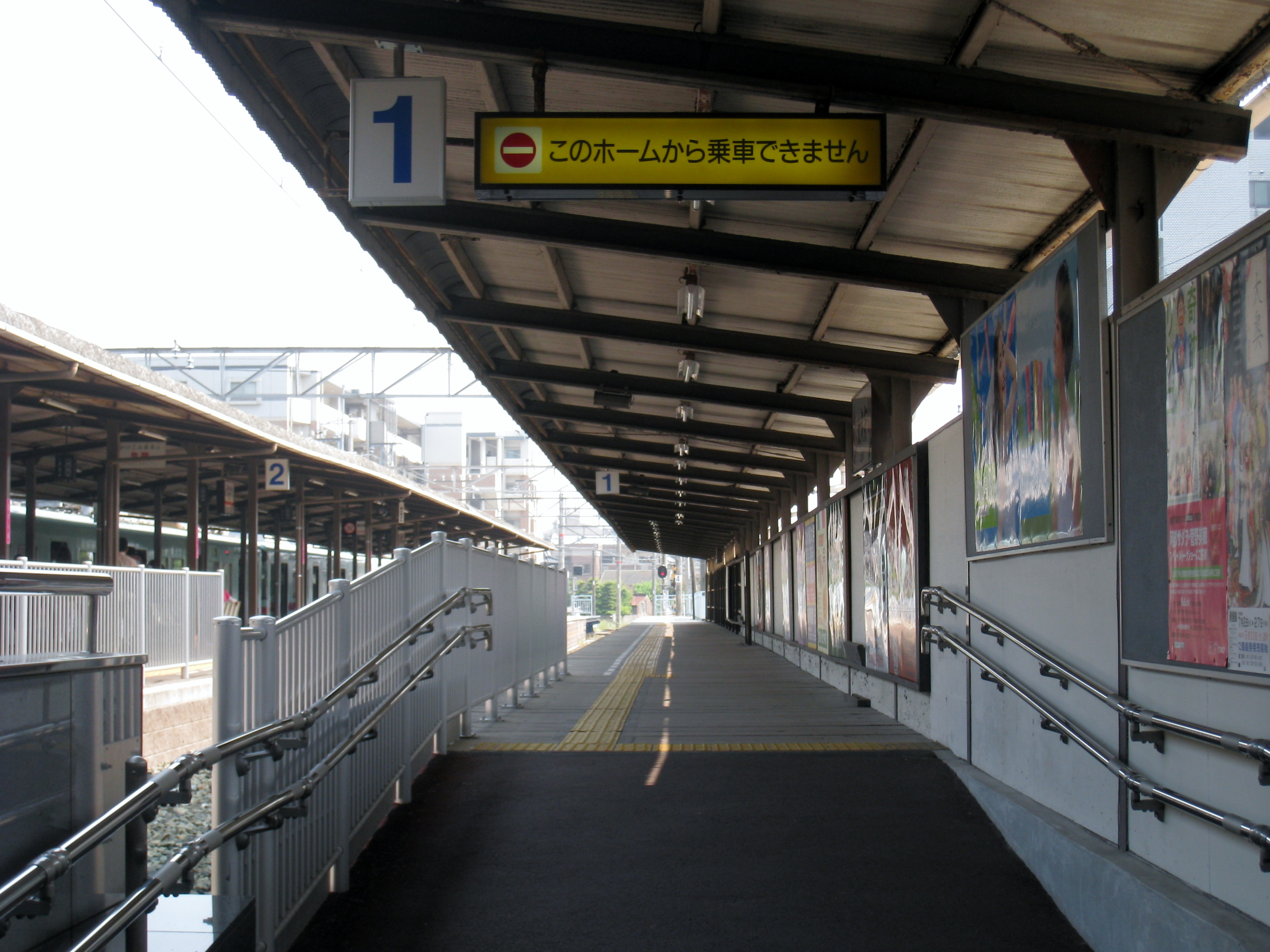
下車專用月台，1號月台
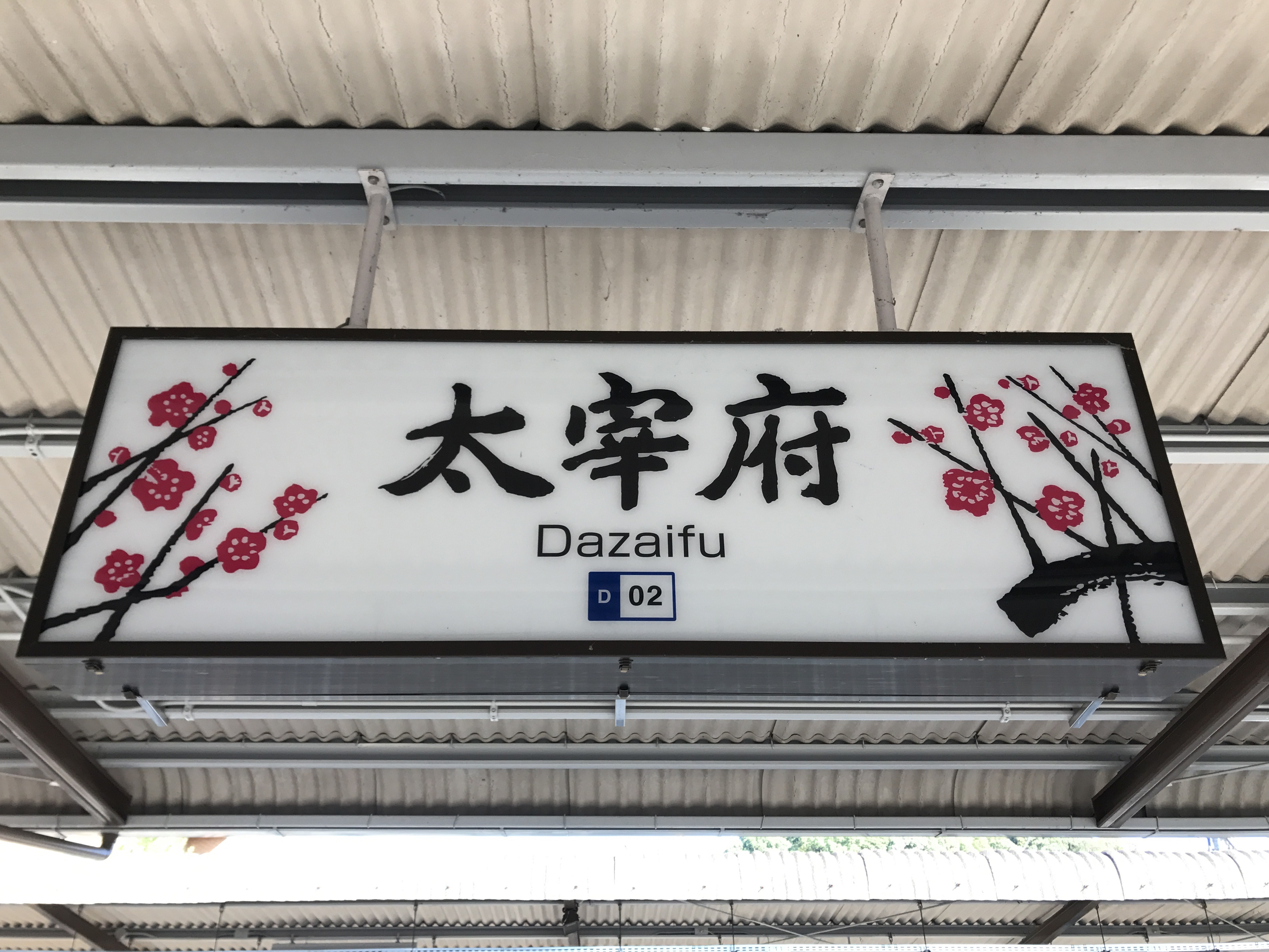
站名牌

### 月台
| 月台 | 路線      | 方向                                     |
| ---- | --------- | ---------------------------------------- |
| 1    | ●大宰府線 | 下車專用                                 |
| 2、3 | ●大宰府線 | 二日市、福岡（天神）、久留米、大牟田方向 |
| 4    | ●大宰府線 | 下車專用                                 |

## 利用狀況
在2019年度，1日平均上下車人次為12,139人。在西鐵車站排名第14位。
| 年度               | 1日平均 乘車人次 | 1日平均 上下車人次 | 參考資料 |
| ------------------ | ---------------- | ------------------ | -------- |
| 1996年（平成08年） | 7,101            | 14,073             | [ 4 ]    |
| 1997年（平成09年） | 6,712            | 13,306             | [ 4 ]    |
| 1998年（平成10年） | 6,710            | 12,728             | [ 4 ]    |
| 1999年（平成11年） | 6,368            | 12,636             | [ 4 ]    |
| 2000年（平成12年） | 6,200            | 12,274             | [ 4 ]    |
| 2001年（平成13年） | 6,052            | 11,896             | [ 5 ]    |
| 2002年（平成14年） | 5,929            | 11,658             | [ 5 ]    |
| 2003年（平成15年） | 5,852            | 11,432             | [ 5 ]    |
| 2004年（平成16年） | 5,652            | 11,140             | [ 5 ]    |
| 2005年（平成17年） | 5,608            | 11,197             | [ 5 ]    |
| 2006年（平成18年） | 5,674            | 11,348             | [ 6 ]    |
| 2007年（平成19年） | 5,516            | 11,066             | [ 6 ]    |
| 2008年（平成20年） | 5,537            | 11,123             | [ 6 ]    |
| 2009年（平成21年） | 5,575            | 11,734             | [ 6 ]    |
| 2010年（平成22年） | 5,578            | 11,247             | [ 6 ]    |
| 2011年（平成23年） | 5,467            | 11,030             | [ 7 ]    |
| 2012年（平成24年） | 5,810            | 11,850             | [ 7 ]    |
| 2013年（平成25年） | 5,854            | 11,931             | [ 7 ]    |
| 2014年（平成26年） | 5,846            | 11,878             | [ 7 ]    |
| 2015年（平成27年） | 5,945            | 12,091             | [ 7 ]    |
| 2016年（平成28年） | 5,898            | 12,049             | [ 8 ]    |
| 2017年（平成29年） | 5,802            | 11,876             | [ 8 ]    |
| 2018年（平成30年） | 5,896            | 12,047             | [ 9 ]    |
| 2019年（令和元年） |                  | 12,139             |          |

## 車站周邊
車站位於太宰府市偏東北方。站內設有觀光詢問處。車站較近太宰府天滿宮，為太宰府觀光的據點。西鐵五條站比較接近太宰府市中心與市政廳。
站前設有福岡縣道35號筑紫野古賀線。車站南邊約200米設有梅大路路口，為縣道35號和福岡縣道76號筑紫野太宰府線的交界。
- 太宰府天滿宮 - 站前沿參道向東前進約300米
- 太宰府天滿宮商店街 - 站前至太宰府天滿宮之間的參道兩側
- 太宰府遊園地（日语：だざいふ遊園地） - 太宰府天滿宮東邊鄰接
- 九州國立博物館 - 東邊約700米
- 光明禪寺（日语：光明寺 (太宰府市)）
- 太宰府館
- 竈門神社（寶滿山（日语：宝満山）登山口） - 東北方約1.8公里，可轉乘社區巴士前往

### 學校
- 太宰府天滿宮幼稚園 - 太宰府天滿宮內
- 太宰府市立太宰府小學 - 西北方約450米
- 筑紫台高等學校（日语：筑紫台高等学校） - 西北方約500米
- 九州情報大學（日语：九州情報大学） - 東北方約1.2公里，可轉乘社區巴士前往
- 筑紫女學園大學（日语：筑紫女学園大学）、短期大學部

### 商業、金融機構
- 福岡銀行太宰府分店
- 西日本都市銀行太宰府分店
- 太宰府天滿宮前郵局
- JA筑紫太宰府分店

## 巴士路線
西鐵巴士二日市太宰府巴士站（路線截至2019年4月1日）
- 1-1號、1-2號：西鐵二日市站（經國立博物館、宮之森、吉木入口）
- 4-1號：宇美營業所（日语：西日本鉄道宇美自動車営業所）／太宰府市政廳
- 沒有編號(梅)：博多巴士總站（日语：博多バスターミナル）（經福岡機場國際線）

真秀場號西鐵太宰府站巴士站
- 5號、沒有編號：西鐵都府樓前站（經五條站、市政廳、政廳蹟、關屋，部分班次途經五條站）
- 5番：北谷方向、只越
- 沒有編號：內山（竈門神社前）
- 沒有編號：西鐵都府樓前站（途經五條站、市政廳、通古賀）

## 相鄰車站
西日本鐵道
■太宰府線
西鐵五條（D01）－太宰府（D02）

## 注腳
1. ↑  《「古都太宰府」の展開》p.327
2. ↑   (PDF). 西日本鐵道. 2017-01-24  [2017年3月20日]. （原始内容存档 (PDF)于2020-07-28） （日语）.
3. ↑  . 西日本鉄道株式会社.   [2021-01-14]. （原始内容存档于2021-01-29） （日语）.
4. ↑  2001年版 福岡市統計書 （页面存档备份，存于）（日語） 2019年7月12日參閲。
5. ↑  2006年版 福岡市統計書 （页面存档备份，存于）（日語） 2019年7月12日參閲。
6. ↑  2011年版 福岡市統計書 （页面存档备份，存于）（日語） 2019年7月12日閲參。
7. ↑  2016年版 福岡市統計書 （页面存档备份，存于）（日語） 2019年7月12日參閲。
8. ↑  2018年版 福岡市統計書 （页面存档备份，存于）（日語） 2019年7月12日參閲。
9. ↑  2019年版 福岡市統計書 （页面存档备份，存于）（日語） 2021年1月6日參閲。

## 外部連結
- 太宰府站（西鐵沿線web） （页面存档备份，存于）（日語）